# Hugo Cabezas (futbolista)
Hugo Cabezas Gonella (nacido el 17 de febrero de 1955 en Montevideo, Uruguay) es un exfutbolista uruguayo. Jugaba de delantero y su primer club fue Estudiantes de La Plata.

## Carrera
Comenzó su carrera en el equipo uruguayo de Liverpool. En 1975 Carlos Bilardo recomendó su fichaje para Estudiantes de La Plata. Por su buen desempeño, a mediados de 1977 se fue a España para formar parte del Real Betis, en donde jugó hasta 1980. En ese año se fue a México para integrar el plantel de Puebla FC, en donde se quedó hasta 1981. En 1982 regresó a España para formar parte del Linares, en donde finalmente se retiró en 1983. La temporada 85-86 volvió a jugar en el Atlético Clube de Portugal.

## Vida privada
Tras su retirada se estableció con su familia en España. Es tío de exjugador internacional de baloncesto español Carlos Cabezas.

## Clubes
| Club                       | País      | Año       |
| -------------------------- | --------- | --------- |
| Liverpool de Montevideo    | Uruguay   | 1972-1974 |
| Estudiantes de La Plata    | Argentina | 1975-1977 |
| Real Betis                 | España    | 1977-1980 |
| Puebla FC                  | México    | 1980-1981 |
| Linares                    | España    | 1982-1983 |
| Atlético Clube de Portugal | Portugal  | 1985-1986 |